# Stiegelburg
Die Stiegelburg (Stieglburg) ist eine abgegangene Höhenburg auf 550 m ü. NN in der Nähe der Orte Götting und Berbling 325 Meter südwestlich von Unterstaudhausen in der Gemeinde Bruckmühl an der Grenze zu Bad Aibling im oberbayerischen Landkreis Rosenheim. Sie wird als Bodendenkmal unter der Aktennummer D-1-8137-0036 mit der Beschreibung „Burgstall des hohen und späten Mittelalters („Stiegelburg“) und Brandopferplatz der Bronzezeit und Urnenfelderzeit“ geführt.

## Geschichte

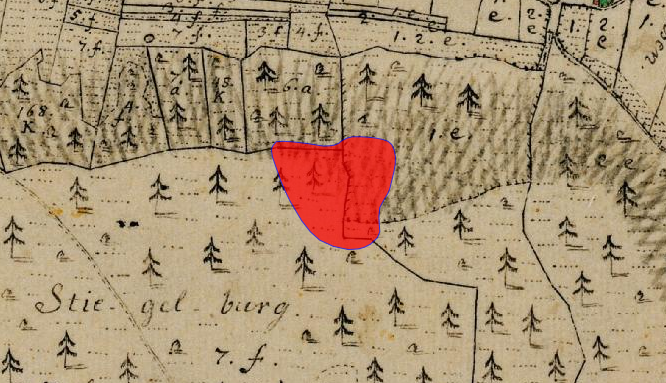
Lageplan der Stiegelburg auf dem Urkataster von Bayern

Die Stiegelburg ist vermutlich bereits von den Kelten als Fliehburg gebaut worden. Doch ganz sicher ist man sich dieser Annahme nicht. Eindeutige Beweise gibt es dafür, dass die Burganlage von den Römern und später dann von den Bajuwaren benutzt worden war. Man fand bei Ausgrabungen vier Kupfermünzen, eine Lanzenspitze und einige Gefäßscherben, die diesen Beweis erbringen.
Den Meinungen zufolge, diente die Burg bis ins Mittelalter für die Überwachung und Kontrolle der Straße, die von Vagen über Berbling und Dettendorf nach Au führte. Es ist nicht belegt, wann die Burg zerstört wurde.
Aus einigen lokalen Chroniken geht hervor, dass die Burgsteine für den Aufbau des Pullacher Schlosses und des Westerhamer Kirchleins verwendet worden sind.

## Beschreibung
Von den Resten der Stiegelburg ist nichts mehr zu sehen. Nur durch die Bodenformationen kann erahnt werden, wo die Burg vormals gestanden haben dürfte (Burggraben).
Eine frühe Form des Ackerbaues waren die Hochäcker. Die Strukturen der Hochäcker in unmittelbarer Nähe der Stiegelburg sind noch heute sehr gut zu erkennen. Man weiß nicht genau, wie alt diese Äcker sind. Ob diese im Mittelalter oder noch viel früher angelegt wurden, bleibt vorerst unerkundet.